# Jean-François Legillon

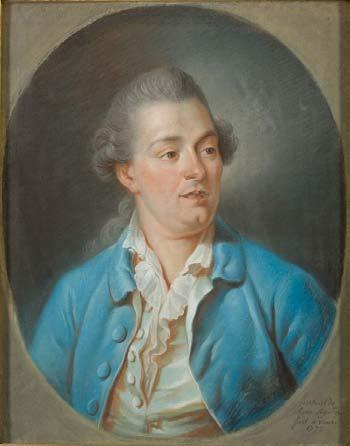
Zelfportret (1772)

Jean-François Legillon (Brugge, 1 september 1739 – Parijs, 23 november 1797) was een Vlaams kunstschilder gespecialiseerd in taferelen met vee.

## Levensloop
Hij was de zoon van Pierre Legillon en Marie Thérèse de l'Espée en werd gedoopt in de Sint-Gilliskerk van Brugge. Zijn familienaam wordt ook soms geschreven als le Gillon.
Legillon genoot onderwijs bij de jezuïeten te Brugge, maar toonde van meet af aan ook grote aanleg voor tekenen en schilderen. Als twaalfjarige volgde hij reeds tekenlessen aan de Brugse academie, die toen onder leiding stond van directeur Matthias de Visch. 

### Van Brugge naar Frankrijk
In 1760 trok hij naar Rouen en volgde er lessen aan de kunstacademie die er pas was opgericht door Jean-Baptiste Descamps. In 1762 behaalde hij er een eerste prijs. Tegelijk vervolmaakte hij zijn kennis van de Franse taal. Ziekte dwong Legillon zijn studies te onderbreken. Hij hernam ze echter reeds in de nazomer van 1763 en was in november 1766 opnieuw te Brugge, maar in mei 1767 vertrok Legillon naar Parijs en vandaar naar Marseille en verder naar Toulouse. In augustus 1769 volgde hij opnieuw te Marseille lessen aan de plaatselijke academie. Hij tekende er dikwijls de troepen geiten die er in de straten liepen. Dat zou hem op de idee gebracht hebben carrière te maken met het genre dierenschildering.

### Rome
In september 1770 verliet Legillon Marseille met Rome als bestemming. Hij leerde er Joseph-Benoît Suvée kennen, met wie hij blijvende vriendschapsbanden smeedde. Naar verluidt werkte hij daar aanvankelijk enkel in potlood en aquarel. Le Doulx citeert twee tekeningen die wellicht toen ontstaan zijn: "Gezicht op de tempel van Castor en Pollux" en "Gezicht op de thermen van Titus".
Legillon bleef in Rome tot april 1772. Toen vertrok hij op rondreis door Italië en kwam ten slotte in 1774 over Parijs naar Brugge terug. Van daaruit nam hij deel aan het Salon 1775 in Rijsel met "Dag" en "Nacht", twee tekeningen met dieren.

### Pendelend tussen vele steden
In 1776 verbleef hij opnieuw gedurende enkele maanden te Parijs. Naar Brugge teruggekeerd, nam hij er enkele leerlingen aan. Le Doulx citeert de namen van Gerard de San, Jean Verbrugge en N. van de Steene. Pas in deze periode zou Legillon begonnen zijn met olieverf te werken.
In 1779 begon Legillon weer te reizen: eerst naar Parijs en dan naar enkele Zwitserse steden: Lausanne, Fribourg, Schaffhausen. In 1780 was hij terug in Brugge, waar hij opnieuw leerlingen aannam.
In 1781 zou hij volgens Le Doulx een gezicht op de Brugse Handelskom en een gezicht op de Oostendse haven geschilderd hebben. Beide werken zouden tevens via gravures gereproduceerd zijn. Hij stuurde in 1781 een "Landschap met architectuur, figuren en dieren" naar het Salon in Rijsel. In september 1782 vestigde de weinig honkvaste Legillon zich definitief te Parijs. Hij werkte er heel vaak in het bos te Fontainebleau, bij gelegenheid ook in de omgeving van Fécamp in Normandië.
In 1789 stuurde Legillon, op aandringen van vrienden-kunstenaars en leden van de academie, eindelijk werk in naar het Parijse Salon in het Louvre: "Stalinterieur te Tivoli", "Gezicht op Fribourg, gestoffeerd met personages en dieren die door een rivier trekken", "Binnengezicht van een spelonk met dieren bij een drenkplaats", "Een antieke ruïne gestoffeerd met dieren", "Stalinterieur" en twee tekeningen "Beestenmarkt te Lille" en "Landschap met figuren en dieren". Het "Stalinterieur te Tivoli" was tevens Legillons "morceau de réception" aan de Franse academie (mei 1789). Uitgebeeld werd een schamele boerenschuur waarin het zonlicht naar binnen stroomt door een groot gat in het dak; het licht vestigt de aandacht op een wit paard dat er gestald staat; twee vrouwen, een ezel, een geit en een hond bevinden zich in de schaduw en vallen veel minder op. Dit schilderij is door zijn vrij concept en merkwaardige lichtbehandeling eerder ongewoon voor die tijd.
In het Salon 1791 exposeerde hij "Gezicht in het woud van Fontainebleau met figuren en dieren bij een fontein", "Interieur van een hoeve met meerdere dieren", "Landschap met twee koeien en een geit", "Een spaniël op ware grootte", drie tekeningen op grijs papier,
Na een ziekte overleed Legillon te Parijs, in volle revolutietijd. Zijn vriend, kunstschilder Joseph-Benoît Suvée, zorgde ervoor dat zijn nalatenschap, schilderijen, tekeningen en schetsen, naar zijn familie te Brugge werden gestuurd.
In 1802 schonk zijn broer Augustus een "Stalscène" van Legillons hand aan de Académie de Dessin te Brugge (nu in het Groeningemuseum). Ook in dit werk is de combinatie van italianiserende elementen met een totaal persoonlijke visie opvallend. De stallingen zijn allesbehalve traditioneel in beeld gebracht; we krijgen integendeel een grillige doorkijk op de hemel en het landschap dwars doorheen het gebouwencomplex. Daardoor stroomt het warme avondlicht, dat de dieren langgerekte schaduwen meegeeft. Het geheel ademt de sfeer van idyllische landelijke rust.

## Situering
Legillon specialiseerde zich in het schilderen van landschappen, interieurs en dieren. Weinig van dit werk werd bewaard. Het Groeningemuseum bewaart een twintigtal tekeningen van hem in het Prentenkabinet, evenals een zelfportret van hem.
Jean-François Legillon was een van de toonaangevende dierenschilders in België tijdens de tweede helft van de 18de eeuw. Hij was een tijdgenoot van Nicolas de Fassin (1728-1811), Hendrik-Jozef Antonissen (1737-1794), Balthasar-Paul Ommeganck (1755-1826) en de jongere Julien Ducorron (1770-1848), die ook allen in hetzelfde genre uitmuntten.
Mede door zijn vele reizen en langdurige verblijven in het buitenland is de biografie van Legillon verward en complex. De voornaamste bron over zijn leven en werk is en blijft het handschrift Levens der kunstschilders, kunstenaars en kunstenaressen {…} in Brugge van de hand van de Brugse kunstschilder Pieter Ledoulx (1730-1807), van wie mag aangenomen worden dat hij als tijdgenoot en collega van Legillon zijn gegevens uit goede bron had.

## Stijl
Zijn schilderijen zijn gesigneerd "Legillon" en niet gedateerd. Stilistisch wijken ze nogal af van het toen gangbare italianiserend genre in de dierenschilderkunst in de trant van Berchem, Both of Pynacker. Legillon stelt zich tegenover die trend duidelijk onafhankelijker op dan de meeste van zijn tijdgenoten-dierenschilders. Ook in zijn beeldopbouw getuigt hij van durf en zin voor vernieuwing.

## Iconografie
Van Legillon is een portret in pastel bekend; het werd ca. 1772 te Rome uitgevoerd door een onbekende meester (Brugge, Groeningemuseum).

## Musea
- Brugge, Groeningemuseum: Stalscène
- Brugge, Groeningemuseum, Steinmetzkabinet: 18 tekeningen
- Gent, Museum de Bijloke: Dieren in een landschap, afkomstig uit de verzameling van de Gentse kunstamateur Johan d'Huyvetter (°1770).
- Parijs, Musée du Louvre